# Keletnémet férfi vízilabda-válogatott
A keletnémet férfi vízilabda-válogatott a Német Demokratikus Köztársaság nemzeti csapata volt 1949 és 1990 között, melyet a DDR-Schwimmverband irányított.

## Eredmények

### Olimpiai játékok
- 1968 - 6. hely

### Világbajnokság
- 1973 - 1991: nem jutott ki

### Európa-bajnokság
- 1958 - 5. hely
- 1962 - 4. hely
- 1966 - 7. hely